# 阿部三郎太郎
阿部 三郎太郎（あべ さぶろうたろう、1893年 - 没年不詳）は、日本の数学者、教育者。立教大学予科教授、立教大学学生主事。立教大学体育会水泳部の部長としてプールの建設に尽力し、多くのオリンピック選手を育てるなど「立教水泳の恩人」と知られ、熱心なクリスチャンでもあった。

## 人物・経歴
1893年生まれ。1924年、東北帝国大学理学部物理学科卒業。
1927年、立教大学予科に着任し、予科教授として数学を講じた。
1929年に立教大学体育会水泳部部長に就任。部長となった阿部はプールの建設のため、建築費の資金調達に水泳部OBの本井の協力も得て尽力した。建築費3万円のうち1万円は校友からの募金で得られ、残り2万円は銀行から借入れし、阿部と水泳部OBの野村憲夫らが保証人となって調達された。プールは1933年6月24日に、豊島区長崎の野球グランドの隣接地に竣工し、プール開きのイベントが開催された。
阿部は、多くの水泳部員をベルリンオリンピックに出場させることに努めた「水泳立教の恩人」であるとともに、熱心なクリスチャンで人格者として知られた。
立教大学体育会ボクシング部も阿部の強い支配下にあったとされる。戦時下でキリスト教主義への軍部からの締め付けが厳しくなる中、ボクシング部の学生は1942年9月に、阿部や辻荘一（文学部教授）らと対立して立教からキリスト教の追放を主張していた小沢淳男（文学部教授、予科教授）を襲撃する（学生暴行事件）など、キリスト教主義を守る活動を行った。また、1943年3月には学内で幅をきかせて威張りちらしていた軍事教官（配属将校）を、ボクシング部の学生を中心とする有志6人が呼び出して殴打する痛快な出来事（軍事教員を殴打した事件）もあり、戦時下における学生たちの勇気ある果敢な行動として、立教の歴史において語られている。
1945年10月24日にGHQにより立教大学から追放処分となり、1948年1月14日には追放解除となったが、大学には復職しなかった。しかし、水泳部の出身者の一人によると、阿部は戦後追放となって駒込に隠棲した後も常に教え子のことを気にかけていたという。